# رولف مورر
رولف مورر مواليد 16 أبريل 1938 ، هو دراج سويسري سابق.

## سباقات أو مراحل فاز بها
- طواف سويسرا

## روابط خارجية
- رولف مورر على موقع أرشيف الدراجات (الإنجليزية)
- رولف مورر على موقع إحصائيات الدراجات الإحترافية (الإنجليزية)
- رولف مورر على موقع CycleBase (الإنجليزية)